# 博德曼 (佛羅里達州)
博德曼（英語：Boardman）是位於美國佛羅里達州馬里昂縣的一個非建制地區。該地的面積和人口皆未知。

## 地理
博德曼的座標為29°28′00″N 82°13′22″W / 29.46667°N 82.22278°W，而該地的平均海拔高度為21米（即69英尺）。